# Златни прсти
Златни прсти су били зајечарска реге и рок-група основана 1970.

## Историјат
Група је 1974. победила на Зајечарској гитаријади. Године 1975. учествовали су на фестивалу „Омладина“ у Суботици и са песмом „Буди храбра“ пласирали се у финале. Године 1976. снимили су деби албум назван "Златни прсти" на ком је композитор већине песама био Момчило Раденковић, а текстове је писао крагујевачки песник Мирко Глишић. Први велики хит групе била је песма „Играј реге“, коју је 1977. објавио загребачки „Југотон“. Крајем 1978. група је наступила на BOOM фестивалу у Новом Саду. Године 1979, након објављивања другом албума, група је променила име у Нокаут (по називу албума), а 1982. престала је са радом. Најпознатије песме групе су „Реших да се женим“ (1976), „Како да освојим тебе“, „Има нешто у теби што ником поклонио не бих“...

## Чланови групе

#### Прва постава
- Момчило Раденковић - певач, гитариста и композитор
- Бранислав Блажић ... бубњар
- Слободан Раденковић - басиста
- Драган Батало - клавијатуриста

#### Друга постава (1979)
- Момчило Раденковић - певач, гитариста и композитор
- Драган Трајковић - бубњар
- Јован Николић - басиста
- Душан Маслаћ - клавијатуриста

## Дискографија

#### Златни прсти
- Буди храбра/Воли ме љубави (сингл) - ПГП РТБ 1975.
- Златни прсти (албум) - ПГП РТБ 1975.
- Реших да се женим/Посебна си увек била (сингл) - Дискос 1976.
- Играј реге/Прсти од пластике (сингл) - Југотон 1977.
- Како да освојим тебе/Истина (сингл) - Југотон 1977.
- Суперфинале/Има нешто у теби што ником поклонио не бих (сингл) - ПГП РТБ 1979.

#### Нокаут
- Нокаут (албум) - ПГП РТБ 1980.
- Жути такси/Ноћ већ бледи близу је дан (сингл) - ПГП РТБ 1981.
- Играј буги-вуги/Кад немаш где да одеш (сингл) - ПГП РТБ 1981.